# Masao Takada
Masao Takada, és un exfutbolista japonès.

## Selecció japonesa
Masao Takada va disputar 2 partits amb la selecció japonesa.